# Javiera Errázuriz
Javiera Errázuriz Sotta (Santiago, 12 de octubre de 1990) es una atleta chilena, especialista en 400 metros vallas, Relevo 4 × 100 m y Relevo 4 × 400 m. Posee plusmarcas chilenas en las categorías sub-23 y adulta de atletismo.

## Trayectoria deportiva
A muy temprana edad y motivada por su madre, tras practicar Voleibol y Básquetbol en el colegio, se decidió por el Atletismo.
A los 22 años y después de una serie de logros deportivos a nivel nacional, se coronó campeona en el Campeonato Sudamericano Sub-23 de Atletismo de 2012 en São Paulo, Brasil, en la prueba de Relevo 4 x 100.
En el 2013, se quedó con la medalla de plata en los Juegos Bolivarianos de 2013 de Trujillo, Perú en los 400 metros con vallas y junto a su equipo se hizo con el bronce en los relevos de 4 x 400 metros.
Al año siguiente, fue doble medallista en los Juegos Suramericanos Santiago 2014, alcanzando la plata en los 400 metros con vallas y la medalla de bronce junto a su equipo en la prueba de relevos 4 x 400 m.
En el año 2015 participó en el Grand Prix de Atletismo Jorge Echezarreta 2015 en Montevideo, Uruguay, donde se quedó con la plata en los 400 metros con vallas. Luego en el Campeonato Sudamericano de Atletismo de 2015 realizado en Lima, Perú, se quedó con la medalla de bronce en los relevos 4 x 400 metros. Posteriormente participó en sus primeros Juegos Panamericanos.
Actualmente se prepara para clasificar a los Juegos Olímpicos de Río de Janeiro 2016.

## Vida personal
Javiera es Ingeniera Comercial titulada de la Pontificia Universidad Católica de Chile.
Hija de Adolfo Errázuriz Rivas y Bernardita Sotta Bunster, es descendiente (trastataranieta) del empresario y político José Bunster.

## Plusmarcas nacionales
Actualizado al 23 de julio de 2015.
| Categoría | Prueba         | Marca   | Fecha                    | Lugar             | Competición                                         |
| Adultos   | Adultos        | Adultos | Adultos                  | Adultos           | Adultos                                             |
| --------- | -------------- | ------- | ------------------------ | ----------------- | --------------------------------------------------- |
| Velocidad | 400 m vallas   | 57,68   | 22 de febrero de 2014    | Santiago, Chile   | Torneo Preparatorio Odesur 2014                     |
| Relevos   | Relevo 4 x 400 | 3:37,42 | 16 de marzo de 2014      | Santiago, Chile   | Juegos Suramericanos de 2014                        |
| Sub-23    |                |         |                          |                   |                                                     |
| Velocidad | 400 m vallas   | 59,43   | 12 de mayo de 2012       | São Paulo, Brasil | Trofeo Paulista de Atletismo 2012                   |
| Relevos   | Relevo 4 x 100 | 45,61   | 22 de septiembre de 2012 | São Paulo, Brasil | Campeonato Sudamericano Sub-23 de Atletismo de 2012 |
| Relevos   | Relevo 4 x 400 | 3:42,25 | 22 de septiembre de 2012 | São Paulo, Brasil | Campeonato Sudamericano Sub-23 de Atletismo de 2012 |

## Palmarés atlético
| Año  | Campeonato                                          | Lugar               | Resultado | Distancia       | Marca   |
| ---- | --------------------------------------------------- | ------------------- | --------- | --------------- | ------- |
| 2012 | Campeonato Sudamericano Sub-23 de Atletismo de 2012 | São Paulo, Brasil   | 1º        | 4 x 100 relevos | 45,61   |
| 2013 | Juegos Bolivarianos de 2013                         | Trujillo, Perú      | 2º        | 400 m vallas    | 57,80   |
| 2013 | Juegos Bolivarianos de 2013                         | Trujillo, Perú      | 3º        | 4 x 400 relevos | 3:41,74 |
| 2014 | Juegos Suramericanos de 2014                        | Santiago, Chile     | 2º        | 400 m vallas    | 57,83   |
| 2014 | Juegos Suramericanos de 2014                        | Santiago, Chile     | 3º        | 4 x 400 relevos | 3:37,42 |
| 2015 | Grand Prix de Atletismo Jorge Echezarreta 2015      | Montevideo, Uruguay | 2º        | 400 m vallas    |         |
| 2015 | Campeonato Sudamericano de Atletismo de 2015        | Lima, Perú          | 3º        | 4 x 400 relevos | 3:40,56 |